# میسون، شهرستان کاس، میشیگان
میسون (به انگلیسی: Mason Township) یک منطقهٔ مسکونی در ایالات متحده آمریکا است که در شهرستان کاس، میشیگان واقع شده‌است.
 میسون ۵۳٫۲ کیلومتر مربع مساحت و ۲٬۹۴۵ نفر جمعیت دارد و ۲۵۸ متر بالاتر از سطح دریا واقع شده‌است.